# Сървайвълс ФК
„Сървайвълс“ ФК (на английски: Survivals Football Club) е футболен клуб от тропическите гори на Сейнт Лусия със седалище – град Мабуя Вали. Състезава се в „СЛФА Фърст дивижън“ (Първата дивизия на Сейнт Лусия). Мачовете си играе на „Ричфонд Фийлд“ в Мабуя Вали.

## История
В борбата за титлата през 2016 г. играят с още 6 отбра в първата дивизия. Мачовете са по системата „всеки срещу всеки“ само в една среща. Шампионатът приключва за по-малко от два месеца.
„Оцелелите от джунглата“, а именно „Сървайвълс“, натрупват 16 точки от 5 победи и равен. „Големите играчи“ от столицата – „Биг Плейърс“, остават с точка по-малко. Тимът на „Нордърн Юнайтед Ол Старс“ от рибарското селище Гро Иле се нареждат на трета позиция с 14 т.
Няколко седмици след приключването на шампионата почти никому неизвестния дотогава отбор на „Оцелелите“ печели и втори трофей в рамките на месец Това е почетния турнир „Шон Едуард Къп“, рганизиран от местната Мабуя Вали Футбол Лийг. Призът носи името на министъра на младежта и спорта в страната. На 22 декември 2006 г. финалът е между „Сървайвълс“ и „О Лион Юнайтед“. „Лъвовете“ също са от района Мабуя Вали. Мачът завършва с резултат 3:1 ...и трофеят е връчен на „Сървайвълс“ лично от Шон Едуард .

## Емблема
Футболната топка в логото е стерилизиран образ на модела на Адидас – „Джабулани“, използван на Световното първенство в ЮАР през 2010 година. Така освен футболния елемент се загатва и за годината на основаване на клуба без тя да бъде изписана на емблемата. Текстурата на щита е камуфлаж, подбран тематично спрямо от името на отбора, но носещи препратка към гъстата тропическа гора, характерна за Мабуя Вали. Елементи на бодлива тел се преплитат зад топката като символиката казва: „Футболът в Мабуя Вали е над всичко, въпреки всичко“.

## Успехи
- СЛФА Фърст дивижън (Първа дивизия на Сейнт Лусия)
  -  Шампион (1): 2016[2]

- Шон Едуард Къп
  -  Носител (1): 2016[3]